# Tanja Zimmermann
Tanja Zimmermann (* 1966 in Ljubljana) ist eine slowenisch-deutsche Kunsthistorikerin, Literaturwissenschaftlerin und Slawistin. 2014 wurde sie Professorin für Kunstgeschichte mit einem Schwerpunkt in der Kunst Ost-, Ostmittel- und Südosteuropas und ihren interkulturellen Beziehungen an der Universität Leipzig.

## Leben
Von 1985 bis 1991 absolvierte sie ein Magisterstudium (mit Lehramt) in Kunstgeschichte und Germanistik an der Philosophischen Fakultät der Universität Ljubljana, Abschluss: 1991 (Magisterarbeit: Die Fresken in der Vorhalle des Doms zu Gurk in Kärnten, 1339–1341). Von September 1992 bis Mai 1996 absolvierte sie ein Promotionsstudium in Kunstgeschichte an der Philosophischen Fakultät der Universität Ljubljana, Promotion: 1997 (Doktorarbeit: Die Wandmalerei des späten 13. und des 14. Jahrhunderts in Slowenien). Von 1996 bis 2000 absolvierte sie ein zweites Magisterstudium in Slawischer Philologie (Russisch, Polnisch, Serbokroatisch) und Geschichte Ost- und Südosteuropas an der LMU in München (Magisterarbeit: Der Doppelgänger als Projektion. Filmpoetik im Roman – Romanpoetik im Film. Zu Despair von Vladimir Nabokov, Tom Stoppard und Rainer Werner Fassbinder (1932–1978)). Von Oktober 2000 bis Oktober 2003 absolvierte sie ein zweites Promotionsstudium in Slawischer Philologie an der LMU München, Promotion: 2004 (Doktorarbeit: Abstraktion und Realismus im Literatur- und Kunstdiskurs der russischen Avantgarde). 2011 hat sie sich an der Universität Konstanz habilitiert und die doppelte Lehrbefugnis in Literaturwissenschaft/Slawistik und Kunstgeschichte erworben (Habilitationsschrift: Crossing projections – Russland und der Westen im Spiegel des Balkans).
2001-04 war sie als wissenschaftliche Mitarbeiterin im DFG-Drittmittelprojekt „Intermedialität in der russischen Moderne“ an der LMU München, 2005-09 als wissenschaftliche Assistentin an der Universität Erfurt, 2009-14 als Juniorprofessorin in Literaturwissenschaft/Slawistik an der Universität Konstanz tätig. 2012-13 war sie Fellow im Kulturwissenschaftlichen Kolleg des Exzellenzclusters „Kulturell Grundlagen von Integration“ in Konstanz.
Seit 2014 lehrt sie als Professorin für Kunstgeschichte mit einem Schwerpunkt in der Kunst Ost-, Ostmittel- und Südosteuropas und ihren interkulturellen Beziehungen an der Universität Leipzig.
Ihre Forschungsschwerpunkte liegen im Bereich der Avantgardekunst, der Erinnerungskulturen, der Medien- und Kunstpolitik in Osteuropa sowie des kulturellen Ost-West-Transfers.

## Schriften (Auswahl)
- Abstraktion und Realismus im Literatur- und Kunstdiskurs der russischen Avantgarde. München 2007, ISBN 3-87690-996-1.
- Der Balkan zwischen Ost und West. Mediale Bilder und kulturpolitische Prägungen. Köln 2014, ISBN 3-412-22163-5.
- als Herausgeberin mit Riccardo Nicolosi: Ethos und Pathos. Mediale Wirkungsästhetik im 20. Jahrhundert in Ost und West. Wien, Köln, Weimar 2017, ISBN 3412224316.
- als Herausgeberin mit Aleksandar Jakir: Europe and the Balkans. Decades of „Europeanization“?. Würzburg 2015, ISBN 3-8260-5109-2.
- als Herausgeberin: Balkan Memories. Media Cosntructions of National and Transnational History. Bielefeld 2012, ISBN 9783837617122.
- als Herausgeberin: Brüderlichkeit und Bruderzwist. Mediale Inszenierung des Aufbaus und Niedergangs politischer Gemeinschaften in Ost- und Südosteuropa. Göttingen 2014, ISBN 3847101366.
- als Herausgeberin: Geschichte und Mythos in Comics und Graphic Novels. Berlin 2019, ISBN 978-3-96234-017-9.